# Stadtentkernung
Bei fehlender Stadtplanung und Kapitalinteressen von Umlandgemeinden großer bis mittelgroßer Städte ist eine Stadtentkernung („Doughnut cities“) zu beobachten. Einkaufszentren siedeln sich am Stadtrand an, wo der Baugrund vergleichsweise billig ist. Kaufkraft wird vom Stadtzentrum dorthin abgezogen, und viele andere, kleinere Betriebe wandern nach. Die Infrastruktur des Stadtzentrums wird abgebaut, als Folge davon veröden ganze Stadtteile. Die Nahversorgung leidet, und ein Verkehrsmittel, wie das Auto, wird wichtiger für den alltäglichen Bedarf.
Ein besonders drastisches Beispiel war die Altstadt von Molfetta in Apulien. Durch Abwanderung, Verödung sowie mafiöse Umtriebe war sie schließlich nahezu vollständig ruiniert und wurde aufgegeben. Eine Generalsanierung zeigte Erfolge: Sie ist wieder bewohnbar, alter und neuer Dom und große Anteile der alten Bausubstanz sind renoviert und in gutem Zustand. Ein ähnlicher Prozess ist derzeit in Tarent, ebenfalls Apulien, zu beobachten. Große Teile der Altstadt sind verlassen, baufällig oder als Ruinen zu betrachten.

## Weiterführende Themen
Suburbanisierung